# Ottoia
Ottoia és un gènere extint de priapúlids i un dels majors i més abundants cucs del Cambrià de Burgess Shale, Colúmbia Britànica. La seva longitud mitjana és de 80 mm. Era propi de l'hàbitat infaunal i tenia una probòscide espinosa.

## Característiques
Les espines de la probòscide han estat interpretades com a dents utilitzades per capturar preses. La seva manera de vida és incerta, però es creu que va ser un actiu depredador, movent-se a través dels sediments per caçar a les seves preses, i es creu que vivia dins d'un cau en forma de "U" que es construïa en el substrat. Des d'aquest lloc amb relativa seguretat, podria estendre el seu probòscide a la recerca de preses. El seu contingut intestinal mostra que aquest cuc era un depredador, sovint amb peces d'Haplophrentis (un animal similar als mol·luscs). També mostren evidència de canibalisme, que és comú en els priapúlids actuals.
A causa de la seva ubicació en el lloc dels esquists de Burgess en el peu d'un alt escull de pedra calcària, es pot presumir la relativa immobilitat que va col·locar a l'Ottoia en perill de ser arrossegats per qualsevol allau de llot des del penya-segat. Això pot explicar per què segueix sent una de les espècies més abundants de la fauna de Burgess Shale.
Prop d'1.500 exemplars han estat descoberts. Altres gèneres de prialúpids que han estat trobats en la formació de Burgess Shale són Ancalagon, Selkirkia i Louisella.